# Alexandre Auguste Ledru-Rollin
Alexandre Auguste Ledru-Rollin (n. 2 februarie 1807, Paris, Île-de-France, Franța – d. 31 decembrie 1874, Fontenay-aux-Roses, Seine, Franța) a fost un avocat și om politic francez, militant republican radical și reprezentant al clasei muncitoare, care a fost forțat să plece în exil după eșecul Revoluției franceze de la 1848.

## Tinerețea
Nepot al lui Nicolas Philippe Ledru, celebrul medic șarlatan cunoscut sub numele de „Comus” în timpul domniei regilor Ludovic al XV-lea și Ludovic al XVI-lea, Ledru-Rollin s-a născut la Paris. El a început să practice avocatura în Baroul din Paris înainte de Revoluția din iulie 1830 și i-a apărat cu entuziasm pe jurnaliștii republicani judecați în marile procese politice din următorii zece ani. În 1838 a cumpărat pentru 330.000 de franci locul lui Désiré Dalloz de la Curtea de Casație. El a fost ales deputat pentru Le Mans în anul 1841, cu mică opoziție, dar radicalismul violent al discursurilor sale electorale a dus la judecarea lui la Angers și condamnarea la patru luni de închisoare și amendă. A făcut apel și a câștigat.
În timpul domniei regelui Ludovic-Filip a avut contribuții importante la jurisprudența franceză, editând Journal du palais, 1791-1837 (27 vol., 1837) și 1837-1847 (17 vol.), cu un comentariu Repertoire général de la jurisprudence française (8 vol., 1843-1848), a cărei introducere a scris-o el însuși. Scrierile sale de mai târziu au caracter politic. Vezi Ledru-Rollin, ses discours et ses écrits politiques (2 vol., Paris, 1879), editate de văduva lui.

## Activitatea politică
S-a căsătorit din dragoste în 1843 și a demisionat în 1846 din funcția deținută la Curtea de Casație pentru a-și dedica timpul în întregime activității politice. Devenise în acest timp un conducător recunoscut al clasei muncitoare din Franța. El a avut mai multă autoritate în țară decât în Camera Deputaților, unde violența discursurilor sale îi diminuau efectele. El a afirmat că fortificațiile Parisului erau îndreptate împotriva libertății, nu împotriva invaziei străine, și a stigmatizat legea regenței (1842) ca o încercare de uzurpare a puterii politice.
Nu a primit sprijin nici din partea politicienilor liberali și nici din partea presei, iar ziarul republican Național i s-a opus din cauza faptului că Ledru-Rollin era susținut de muncitori. El a fondat astfel ziarul La Réforme, în care a desfășurat o vie activitate propagandistică. Ledru-Rollin a avut neînțelegeri acute cu Odilon Barrot și cu ceilalți conducători ai „Stângii dinastice”, greu de disimulat chiar și în perioada existenței unei alianțe temporare.

## 1848
Discursurile lui Ledru-Rollin și Louis Blanc la banchetele muncitorești din Lille, Dijon și Chalons au contribuit la declanșarea Revoluției franceze de la 1848. Ledru-Rollin a împiedicat numirea ducesei de Orleans ca regentă în 1848. El și Alphonse de Lamartine au ocupat tribuna Camerei Deputaților până ce populația pariziană a invadat Palatul Bourbon (sediul Camerei Deputaților), oprind proclamarea noului rege. Ledru-Rollin a fost ministru de interne în guvernul provizoriu și, de asemenea, membru al comitetului executiv numit de Adunarea Constituantă, din care au fost excluși Louis Blanc și extremiștii. În timpul crizei politice din 15 mai, el s-a aliat definitiv cu Lamartine, situându-se împotriva proletariatului.
De acum încolo poziția sa a fost una dificilă. Nu și-a mai recăpătat niciodată influența în rândul clasei muncitoare, care a considerat că el a trădat-o. În perioada scurtului său ministeriat a fost introdus sistemul de vot universal. A fost candidat socialist la alegerile prezidențiale din decembrie 1848, dar a obținut doar 370.000 de voturi. Ledru-Rollin a condus grupul republican socialist La Montagne în alegerile legislative din 1849 și a obținut 29,6% din voturi, clasându-se pe locul 2. Opoziția sa față de politica președintelui Louis Napoleon l-a determinat să ceară punerea sub acuzare a președintelui Franței și a miniștrilor săi. Moțiunea a fost respinsă, iar a doua zi (13 iunie 1849) el a condus o demonstrație pe care inamicii săi au considerat-o a fi o insurecție armată.

## Exilul și ultimii ani de viață
Ledru-Rollin a fugit la Londra, unde s-a alăturat conducerii executive a comitetului revoluționar din Europa, alături de Lajos Kossuth și Giuseppe Mazzini. El a fost acuzat de complicitate la o tentativă obscură de asasinare a împăratului Napoleon al III-lea în 1857 și a condamnat în absență la deportare. Émile Ollivier a eliminat excepțiile de la amnistia generală în 1870 și Ledru-Rollin s-a întors în Franța după douăzeci de ani de exil. Deși ales în 1871 ca deputat în trei departamente el a refuzat să facă parte din Adunarea Națională și nu a participat la viața politică până în 1874, când a revenit în Adunare ca reprezentant al departamentului Vaucluse.
Ledru-Rollin a murit la Fontenay-aux-Roses.
În prezent, există un bulevard și o stație a Metroului din Paris numite Ledru-Rollin.

## Citat
Următorul citat bine-cunoscut, sau o variantă a acestuia, îi este de multe ori atribuit lui Ledru-Rollin: „Acolo merge poporul. Trebuie să-l urmez pentru că eu sunt conducătorul lui.” Citatul este probabil apocrif.